# Stadion Akademii Policji w Szczytnie
Stadion Akademii Policji – wielofunkcyjny stadion w Szczytnie, w Polsce. Może on pomieścić 3000 widzów. Obiekt należy do Akademii Policji. Swoje spotkania rozgrywają na nim piłkarze klubu SKS Szczytno, powstałego w 2013 roku w wyniku fuzji Redy Szczytno i MKS-u Szczytno (drugi z tych zespołów w sezonach 1981/1982 oraz 1987/1988 pod nazwą Gwardia występował w II lidze).